# James Bannerman
Pour les articles homonymes, voir Bannerman.
James Bannerman (né le 12 mars 1790 et mort le 12 mars 1858), un métis né de père écossais et de mère africaine, de l'ethnie Ga, fut nommé un gouverneur de la Côte-de-l'Or britannique, dans l'actuel Ghana, de décembre 1850 à octobre 1851.

## Biographie
James Bannerman est né en 1790 et est élevé sur la Côte-de-l'Or. Il poursuit des études en Europe, puis revient dans son pays et devient successivement commerçant puis magistrat et commandant civil du fort de Christiansborg, à Accra, de 1850 à 1857. Il succède ensuite à Winniett, décédé, au poste de Lieutenant-Gouverneur de la colonie et participe à la mise en place d'un conseil législatif
Il épouse la princesse ashanti Yaa Hom, fille de Osei Bonsu, qui avait été emprisonné lors des Guerres anglo-ashanti. L'un de ses fils, Edmund Bannerman fonde en 1957le premier journal africain du Ghana, l'Accra Herald.